# Haliclona offerospicula
Haliclona offerospicula är en svampdjursart som beskrevs av Kazuo Hoshino 1981. Haliclona offerospicula ingår i släktet Haliclona och familjen Chalinidae. Inga underarter finns listade i Catalogue of Life.